# Obermühle Durlach

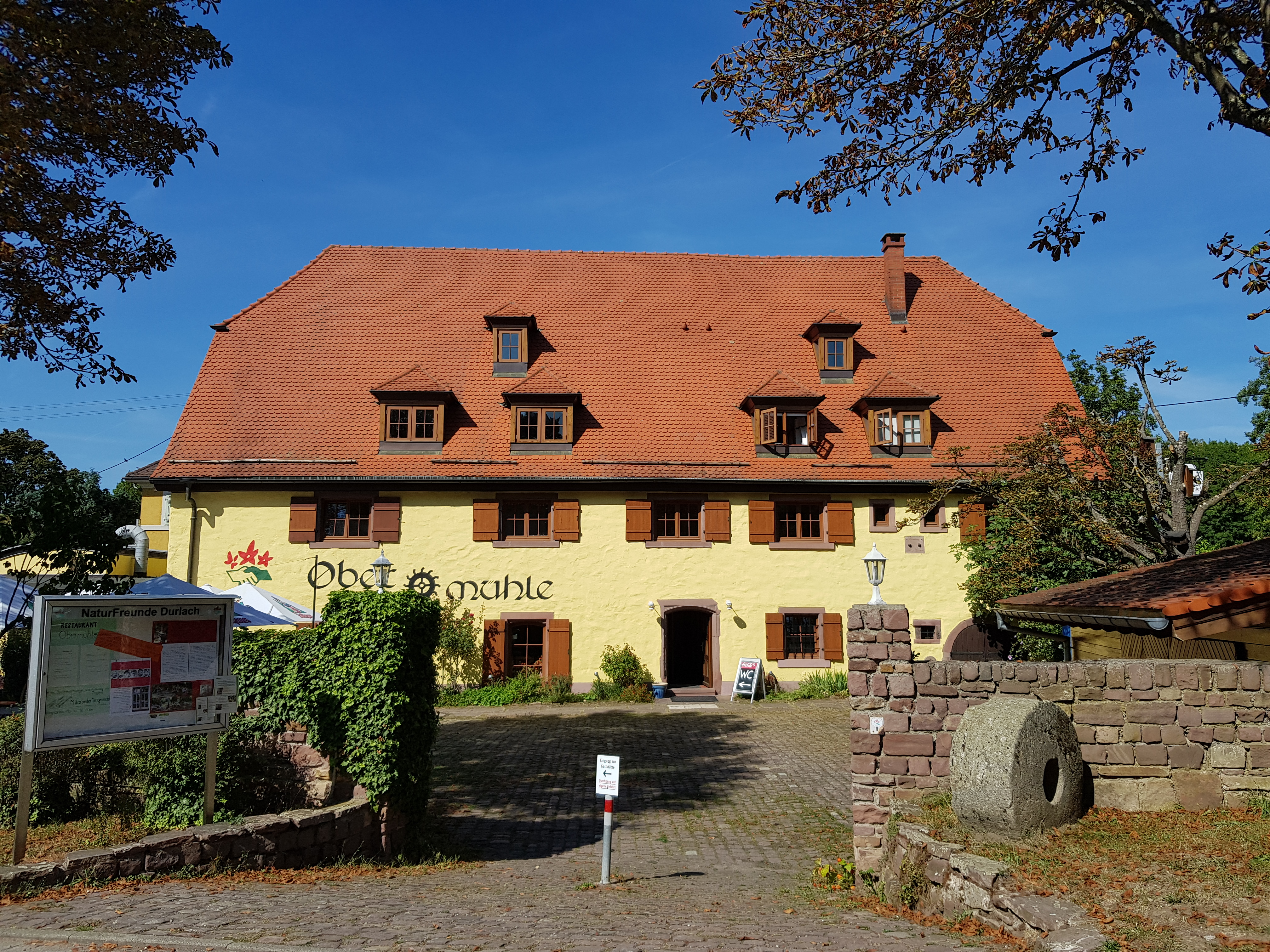
2020

Die Obermühle Durlach ist eine historische Wassermühle an der Pfinz an der Alten Weingartner Straße 37 in Durlach, Karlsruhe. Sie wurde schon im 15. Jahrhundert urkundlich erwähnt. Die Mahlerlaubnis ging erst 1960 verloren. Sie wird seit 1988 als Naturfreundehaus genutzt. Bei ihr befindet sich das Pfinzkraftwerk. Die Mühle steht auf der Liste der Kulturdenkmale in Karlsruhe-Durlach.